# 아메리칸 허니: 방황하는 별의 노래
《아메리칸 허니: 방황하는 별의 노래》(영어: American Honey)는 2016년 개봉한 영국의 로드 드라마 영화이다. 앤드리아 아널드가 감독과 각본을 맡았다. 2016 칸 영화제 심사위원상 수상작이다.

## 출연

### 주연
- 사샤 레인
- 샤이아 라보프
- 라일리 코프

### 조연
- 맥카울 롬바르디
- 아리엘 홈즈
- 크리스탈 아이스
- 베로니카 이젤
- 채드 콕스
- 개리 하월
- 케니스 코리 터커
- 레이몬드 콜슨
- 이사야 스톤
- 윌 패튼

## 기타
- 믹싱: 시릴 홀츠
- 미술: 켈리 맥게히
- 세트: 그레이엄 위크맨
- 의상: 알렉스 보베어드
- 배역: 제니퍼 벤디티
- 배역: 루시 파디